# Michael Constantine

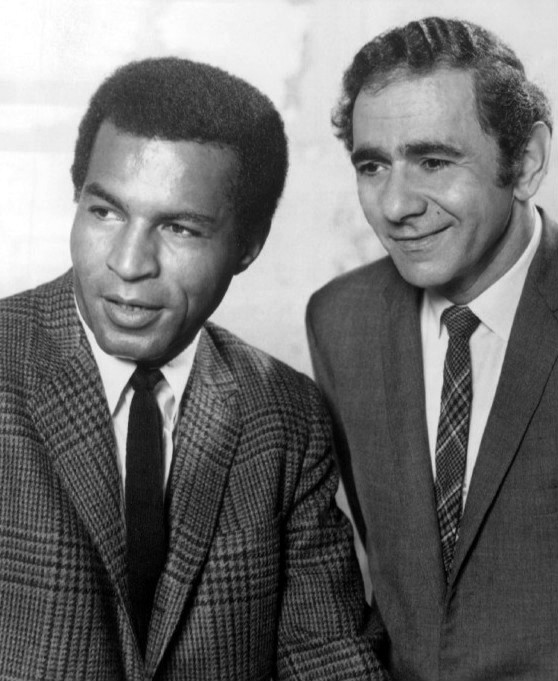
Constantine (rechts) mit Lloyd Haynes (1969)

Michael Constantine (gebürtig: Constantine Joanides; * 22. Mai 1927 in Reading, Pennsylvania; † 31. August 2021 ebenda) war ein US-amerikanischer Schauspieler.

## Leben
Michael Constantine, der Sohn eines griechischstämmigen Stahlarbeiters, debütierte 1955 als Theaterschauspieler am Broadway. 1959 übernahm er in Eine Meile Angst seine erste Filmrolle und war zwei Jahre später in einer Nebenrolle in dem Filmklassiker Haie der Großstadt zu sehen. In den folgenden Jahren trat der auch schon in jungen Jahren in Charakterrollen besetzte Constantine hauptsächlich im Fernsehen auf, vor allem in Fernsehserien war er ein vielbeschäftigter Gaststar. Von 1969 bis 1974 hatte er eine Hauptrolle als langleidender Schulleiter Seymour Kaufman in der Fernsehserie Room 222, hierfür wurde er 1970 mit dem Emmy Award ausgezeichnet und ein Jahr später für einen Golden Globe nominiert. 
In Kinofilmen war Constantine hauptsächlich in Nebenrollen zu sehen. In dem Horrorfilm Thinner – Der Fluch von 1996, die Verfilmung eines Romans von Schriftsteller Stephen King, verkörpert er einen geheimnisvollen Zigeuner, dessen Tochter von einem unaufmerksamen Autofahrer überfahren und getötet wird. Um sich an dem Fahrer zu rächen, belegt der grauhaarige Zigeuner den Unfallverursacher mit einem Fluch. Einen großen Filmerfolg feierte Constantine erst 2002 mit My Big Fat Greek Wedding, in dem er in einer markanten Nebenrolle den temperamentvollen griechischen Familienpatriarchen spielte. Er verkörperte diese Rolle nochmals in einer gleichnamigen Fernsehserie, die aber schnell wieder abgesetzt wurde, sowie in der Kino-Fortsetzung My Big Fat Greek Wedding 2 im Jahr 2016.
Constantine war von 1953 bis zur Scheidung 1969 mit seiner Schauspielkollegin Julianna McCarthy (* 1929) verheiratet; das Ehepaar hatte zwei Kinder. Michael Constantine starb nach langer Krankheit Ende August 2021 im Alter von 94 Jahren.

## Filmografie (Auswahl)
- 1959: Eine Meile Angst (The Last Mile)
- 1961: Haie der Großstadt (The Hustler)
- 1961: Preston & Preston (The Defenders; Fernsehserie, Folge 1x13)
- 1961: Kein Fall für FBI (The Detectives; Fernsehserie, Folge 3x06)
- 1965–1967: Auf der Flucht (The Fugitive; Fernsehserie, drei Folgen)
- 1966: Drei Fremdenlegionäre (Beau Geste)
- 1966: Hawaii
- 1968: Skidoo
- 1969: Alexandria – Treibhaus der Sünde (Justine)
- 1969: So reisen und so lieben wir (If It’s Tuesday, This Must Be Belgium)
- 1969: Der Gauner (The Reivers)
- 1969–1974: Room 222 (Fernsehserie, 113 Folgen)
- 1971: Männerwirtschaft (The Odd Couple; Fernsehserie, Episode 1.17: Kompliment für Gloria)
- 1973: Die Straßen von San Francisco (The Streets of San Francisco, Fernsehserie, Episode 2.01: Auf der Flucht erschossen)
- 1975: Die Nacht, als die Marsmenschen Amerika angriffen (The Night That Panicked America, Fernsehfilm)
- 1975: Die falsche Schwester (Peeper)
- 1976: Reise der Verdammten (Voyage of the Damned)
- 1979–1982: Quincy (Quincy, M. E.; Fernsehserie, fünf Folgen)
- 1983: Ein Colt für alle Fälle (The Fall Guy; Fernsehserie, Episode 2.19)
- 1985, 1988: Mord ist ihr Hobby (Murder She Wrote; Fernsehserie, zwei Folgen)
- 1985: Ein Engel auf Erden (Highway to Heaven; Fernsehserie, eine Folge)
- 1987: Casanova Junior (In the Mood)
- 1989: Jessica und das Rentier (Prancer)
- 1993: Deadfall
- 1993: Mein Leben für dich (My Life)
- 1996: Thinner – Der Fluch (Thinner)
- 2001: WW3
- 2002: My Big Fat Greek Wedding – Hochzeit auf griechisch (My Big Fat Greek Wedding)
- 2003: My Big Fat Greek Life (Fernsehserie, sieben Folgen)
- 2007: Cold Case – Kein Opfer ist je vergessen (Cold Case; Fernsehserie, eine Folge)
- 2016: My Big Fat Greek Wedding 2

## Auszeichnungen
- 1970: Emmy Award für seine Rolle in der Fernsehserie Room 222
- 2003: Satellite Award für seine Rolle in My Big Fat Greek Wedding